# Piper colubrinum
Piper colubrinum är en pepparväxtart som beskrevs av Heinrich Friedrich Link. Piper colubrinum ingår i släktet Piper och familjen pepparväxter. Inga underarter finns listade i Catalogue of Life.